# 上矢作町立下原田小学校
上矢作町立下原田小学校（かみやはぎちょうりつ　しもはらだしょうがっこう）は、かつて岐阜県恵那郡上矢作町（現・恵那市）に存在した公立小学校。

## 概要
- 旧・恵那郡下原田村（現・恵那市上矢作町下・上矢作町小田子・上矢作町漆原）の小学校であった。1994年に上小学校と統合し、上矢作小学校の新設により廃校。
- 校舎は1995年3月迄上矢作小学校校舎として使用された。跡地の一部は2018年現在、上矢作こども園となっている。

## 沿革
- 1873年（明治6年） - 下村に斬斆学校が開校。
- 1875年（明治8年） - 漆原村に漆原支校を設置。
- 1879年（明治12年） - 
  - 斬斆学校が下村学校に改称。
  - 漆原支校が漆原学校として独立。
- 1881年（明治14年） - 小田子村に小田子支校を設置。
- 1886年（明治19年） - 
  - 下村学校が下村尋常小学校に、漆原学校が漆原簡易科小学校に、それぞれ改称する。
  - 小田子支校が小田子簡易科小学校として独立。
- 1889年（明治22年）7月1日 - 下村、漆原村、小田子村が合併し、下原田村が発足。
- 1898年（明治31年） - 下村尋常小学校と小田子簡易科小学校が統合され、下田尋常小学校となる。
- 1900年（明治33年） - 下田尋常小学校と漆原簡易科小学校が統合され、下原田尋常小学校となる。
- 1902年（明治35年） - 新築移転。
- 1941年（昭和16年）4月1日 - 下原田国民学校に改称する。
- 1947年（昭和22年）4月1日 - 下原田村立下原田小学校に改称する。下原田中学校を併設し、下原田小中学校とも称する。
- 1952年（昭和27年）4月1日 - 下原田中学校が独立し、併設が解消される。
- 1956年（昭和31年）9月30日 - 上村と下原田村が合併し町制施行、上矢作町が発足。同時に上矢作町立下原田小学校に改称する。
- 1994年（平成6年）3月31日 - 統合により廃校。